# 1946 في غواتيمالا
فيما يلي قوائم الأحداث التي وقعت خلال عام 1946 في غواتيمالا.

## كتب
من الكتب التي صدرت هذه السنة في غواتيمالا:
- 1 يناير – السيد الرئيس من تأليف ميغل أنخل أستورياس.

## مواليد

### يناير
- 1 يناير – غوستافو أدولفو إسبينا سلغيرو سياسي غواتيمالي.

### أغسطس
- 11 أغسطس – أوسكار بيرغر[1]

## وفيات

### يونيو
- 14 يونيو – خورخي أوبيكو ذ كاستانيدا (مواليد 1878)[2]